# The Huntress
Pour plus de détails, voir Fiche technique et Distribution.
The Huntress (littéralement : La Chasseresse) est un film muet américain réalisé par John Francis Dillon et Lynn Reynolds, sorti en 1923.

## Synopsis
Bela, une jeune femme, a été recueillie par les indiens alors qu'elle était un bébé, et élevée comme l'un d'entre-eux. Quand elle découvre qu'elle n'est pas d'origine indienne, elle s'enfuit et se marie avec un jeune homme.

## Fiche technique
- Titre : The Huntress
- Réalisation : John Francis Dillon et Lynn Reynolds
- Assistant réalisateur : Harry Welfar
- Scénario : Percy Heath (en), d'après un  roman de Hulbert Footner
- Photographie : James Van Trees
- Direction  artistique : Milton Menasco
- Producteur :
- Société de production :  John McCormick Productions
- Société de distribution :  First National Pictures
- Pays de production :  États-Unis
- Langue : film muet avec les intertitres en anglais
- Métrage : 1 900,75 m (6 bobines)
- Tournage : de mai 1923 à  juillet 1923 à Truckee et Bishop en Californie
- Format : Noir et blanc — 35 mm — 1,33:1 — Muet
- Genre : Film dramatique, Mélodrame
- Durée : 60 minutes (1 h 0)
- Date de sortie : 
  - États-Unis : 20 août 1923

## Distribution
- Colleen Moore : Bela
- Lloyd Hughes : Sam Gladding
- Russell Simpson : Big Jack Skinner
- Walter Long : Joe Hagland
- C.E. Anderson : Black Shand Frazer
- Snitz Edwards : Musq'oosis
- Wilfrid North : John Gladding
- Helen Raymond (en) : Mme John Gladding
- William Marion : William Gladding
- Lila Leslie : Mme William Gladding
- Larry Steers : Richard Gladding
- Helen Walron : Mme Richard Gladding
- John Lince : 	Butler
- Lalo Encinas (en) : Beavertail
- John Big Tree : Otebaya